# Peter Hanly
Pour les articles homonymes, voir Hanly.
Peter Hanly (né le 28 novembre 1964 à Dublin) est un acteur irlandais principalement connu pour avoir interprété le rôle de Édouard, prince de Galles dans le film Braveheart .

## Biographie
Hanly réside avec sa compagne Jennifer O'Dea et ces deux enfants à Dublin où il continue son activité d'acteur. Il a également été actif à la Dublin Youth Theatre.

## Filmographie

### Acteur

#### Cinéma
- 1995 : Braveheart de Mel Gibson : Édouard, prince de Galles
- 2007 : Mon fils Jack de Brian Kirk : Major Sparks

#### Télévision
- 1997-1999 : Ballykissangel : Garda Ambrose Egan